# Bjarne Melgaard
Bjarne Melgaard (né le 9 septembre 1967 à Sydney) est un artiste norvégien qui vit à New York.

## Biographie
L'artiste est cité dans le roman de Karine Tuil, L'Insouciance, Paris : Gallimard, 2016, page 195.

## Expositions
2012
- A House to Die In, Institute of Contemporary Arts, Londres

2008
- Bjarne Melgaard, Greene Naftali Gallery, New York

2007
- The Glamour Chase, Galleri Faurschou, Copenhague

2006
- Helter Helter, Galerie Anne De Villepoix, Paris
- Les Super, Galerie Guido W. Baudach, Berlin
- A Weekend of Painting; A novel by Les Super, Galerie Leo Koenig, New York

2005
- Jasmine La Nuit, The Horse Hospital, Londres
- Hallo Maybe, Haugar Vestfold Museum, Oslo

2004
- Tirol Transfer, Oesterreichisches Kulturforum, Varsovie

2003
- Skam, Bergen Kunsthall, Bergen
- The End of The Professional Teenager, Sketch, Londres

2002
- Black Low, MARTa Herford Museum, Hannovre
- Galleria d’Arte Moderna, Bologne

2001
- New Heimat, Kunstverein Frankfurt

2000
- Sharing Exoticisms, 5e Biennale d'art contemporain de Lyon

## Œuvres dans les musées
- Musée d'art contemporain Astrup Fearnley